# História do Universidade Sport Club
Abaixo está a história da Universidade Sport Club em detalhes.

## 2001-2003: O início vitorioso
O departamento de futebol da Ulbra foi criado em 2001, como forma de aumento da participação da universidade no meio esportivo. Em 8 de Maio de 2002, a Ulbra vence o RS Futebol nos pênaltis por 7 a 6 e sagra-se campeã Campeonato Gaúcho da Terceira Divisão. Neste ano, a Ulbra participou do certame juntamente com o Canoas Futebol Clube, unindo, assim, os dois principais clubes de futebol de Canoas.
Na Série C de 2002, a Ulbra fez uma incrível campanha logo na sua estréia, ao chegar à penúltima fase em apenas um ano de existência. A equipe eliminou o Tubarão FC, o União Bandeirante e o Iraty. O time de Canoas só caiu diante do Marília. Mesmo assim conseguiu a marca invejável de 5º colocado.
No dia 25 de Outubro de 2003, a Ulbra ingressou na elite do futebol gaúcho, junto com o Novo Hamburgo, após ter vencido o Grêmio Bagé por 3 a 2 e ter ganho o Campeonato Gaúcho da Segunda Divisão, com uma campanha de 9 vitórias, 3 empates e 2 derrotas.
Na Série C de 2003, a Ulbra não fez uma boa campanha e foi eliminada logo na Segunda Fase pelo RS Futebol (clube do qual a Ulbra havia tirado o título da Série C do Gauchão). A equipe terminou na 56º colocação geral do campeonato.

## 2004: Vice-campeonato gaúcho

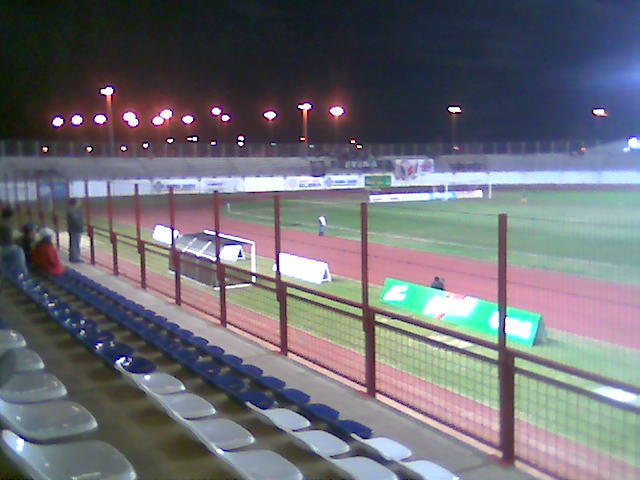
O estádio da Ulbra foi o palco da final do Campeonato Gaúcho de 2004

Disputando a elite em 2004, fez a sua melhor campanha no Campeonato Gaúcho: foram 26 jogos, 16 vitórias, 5 empates e apenas 5 derrotas. Nas semifinais a equipe eliminou o Grêmio por um placar de 3 a 1, com gols de Fabrício, Marcelo Oliveira e Cléber, levando a equipe canoense à final, contra o Internacional. O jogo decisivo ocorreu em 4 de junho, a Ulbra iniciou vencendo com gol de [Carece de fontes],mas o clube de Porto Alegre acabou virando por 2 a 1 e ficou com o vice-campeonato.
Na Série C de 2004, a Ulbra fez uma campanha regular e foi eliminada na Segunda Fase pelo Atlético de Ibirama após perder fora e empatar em casa. O time canoense terminou em 20º na classificação geral.

## 2005-2006: Dois anos difíceis
Em 2005, a Ulbra foi vice-campeã da Copa FGF perdendo na final para o Novo Hamburgo. Na Copa do Brasil de 2005, a Ulbra estreou vencendo o Treze por 3 a 0 em casa. A vaga parecia estar garantida pelo clube canoense. Entretanto, perdeu por 5 a 0 na Paraíba e deixou escapar a sua classificação. Caso tivesse ganho, a Ulbra teria enfrentado o São Caetano. O Tricolor Canoense ficou em 40º na colocação geral e parou na Primeira Fase.
No ano de 2006, novamente a Ulbra ficou no 2º lugar da Copa FGF, desta vez perdendo as finais contra os juniores do Grêmio. Mesmo com o segundo lugar, o clube garantiu presença na Copa do Brasil de 2008. Na Copa do Brasil de 2006, a Ulbra fez sua pior campanha na competição, perdendo no Complexo Esportivo por 4 a 2 para a equipe do Iraty, do Paraná; o time foi eliminado sem jogar a partida de volta, por causa do regulamento do certame. A equipe ficou em 48º na classificação geral e parou na Primeira Fase.
No Gauchão 2006, a equipe não conseguiu a classificação. A Ulbra apenas precisava de mais uma vitória para conseguir ultrapassar o Caxias. Infelizmente, o adversário era o Internacional, um dos times mais fortes da competição. A Ulbra não conseguiu o sucesso e acabou mais uma vez desclassificada da competição. A equipe ficou em 11º na colocação geral.

## 2007-2008: Anos melhores

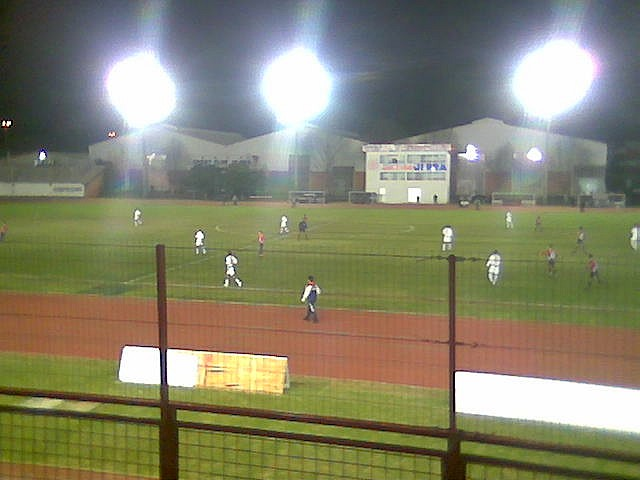
Jogo entre Ulbra e Joinville válido pelo Campeonato Brasileiro de Futebol 2007 - Série C

No Gauchão 2007, a Ulbra não entrou muito motivada, mas conseguiu a classificação após 3 anos. Neste ano, a Ulbra também "deu o troco" no Internacional, vencendo a equipe em Porto Alegre e no Complexo Esportivo da Ulbra. O time canoense enfrentou na Segunda Fase o Caxias; em casa, empatou por 0 a 0. A decisão, portanto, foi para os pênaltis; neste quesito, entretanto, a Ulbra acabou perdeu por 4 a 2. A equipe ficou em 5º lugar na colocação geral.
Na Série C de 2007, a Ulbra fez sua segunda melhor campanha chegando à Terceira Fase e acabou pontuando no Ranking da CBF. A Ulbra apenas precisava de uma vitória em casa contra o America, mas a equipe empatou por 2 a 2 e só não se classificou por que o Bragantino (campeão daquele ano) tinha saldo de gols maior do que o da Ulbra. O clube terminou na classificação geral em 11º.
Em 2008, a Ulbra tem entre os seguintes certames dentre os que já foram e serão disputados: o Campeonato Gaúcho (em que foi eliminada pelo Internacional), a Copa do Brasil (na qual foi eliminada pelo Brasiliense) e a Copa FGF.
Neste mesmo ano a categoria juvenil foi abolida, continuando apenas os juniores, que deverão participar do Campeonato Gaúcho Sub-20 e de outras competições dessa categoria. Também em 2008, haverá uma escolinha de futebol feminino e futsal feminino, com o objetivo de formar atletas no clube.
Na Copa do Brasil de 2008 a Ulbra foi eliminada pelo Brasiliense após empatar em 1 a 1 em casa e perder de 1 a 0 fora. No Gauchão, após duas goleadas, a Ulbra trocou de técnico: Beto Almeida foi contratado para o lugar de Paulo Henrique Marques; o novo treinador havia dirigido o Juventude em 2007 pela Série A do Brasileirão. O time canoense, após uma campanha mediana, foi eliminada nas quartas de final pelo Internacional), perdendo a primeira partida por 4 a 1 em pleno Complexo Esportivo da Ulbra e sendo derrotada por 3 a 2 no Beira-Rio.
No final do primeiro tempo, Jaques saiu de campo reclamando da indolência de alguns jogadores do time, criticando o "bruxinho" do treinador, referindo-se a Éverton Severo. Depois da má classificação, a Ulbra ficou oficialmente fora da Série C 2008 e disputará apenas a Copa FGF no segundo semestre de 2008.
Na Copa FGF de 2008, a Ulbra foi eliminada pelo Novo Hamburgo, nas quartas de finais. Com isso, o clube não conseguiu uma vaga na Série D 2009 nem na Copa do Brasil. Com a crise na universidade , o time de futebol também sofreu.

## 2009-2010: Boa campanha e mudanças no clube
Em 2009, uma crise financeira atingiu a instituição Ulbra, afetando alguns setores importantes, incluindo o futebol, fazendo com que a universidade deixasse de apoiar a equipe.[carece de fontes?]
Com isso, o clube mudou de nome para Universidade Sport Club, até que em 2010, mudou o nome em definitivo para Canoas Sport Club.[carece de fontes?]

## Temporadas difíceis (2010 - 2014)
Entretanto, apesar do apoio da prefeitura, o agora Canoas passou a emendar temporadas difíceis a partir de 2010, como consequência de problemas financeiros. Com isso, os resultados foram desaparecendo, fazendo com que Canoas fosse presença constante no fundão da tabela no Gauchão, brigando sempre para não ser rebaixado.[carece de fontes?]
Sendo assim, o Canoas jogou pela última vez na elite do Gauchão em 2013, quando fez uma campanha inútil, resultando na queda para a Divisão de Acesso de 2014, ao terminar a primeira fase na 14ª e antepenúltima posição dentre 16 participantes.[carece de fontes?]
Na Divisão de Acesso do Gauchão em 2014, veio a pior temporada da história do clube. Sem dinheiro para alugar o Estádio Complexo Esportivo da Ulbra, o Canoas alugou o estádio Sady Schimidt, em Campo Bom, para mandar seus jogos.[carece de fontes?]
Na competição, com o elenco extremamente fraco, o Canoas teve um péssimo desempenho, perdendo treze das quinze partidas que disputou, entre elas uma derrota pesada no Estádio dos Plátanos, 8 a 1 para o Santa Cruz-RS que bateu novo recorde negativo: maior goleada sofrida.[carece de fontes?]
Com o desempenho medíocre, o Canoas acabou rebaixado para a terceira divisão gaúcha, fazendo uma das piores campanhas da história da segundona gaúcha. Aquela seria a última temporada da história do clube.[carece de fontes?]

## Fim das atividades (2015)
Com graves problemas financeiros, aliado à falta de apoio da prefeitura e de apelo por parte dos torcedores da cidade, o Canoas desativou o departamento de futebol antes do início da temporada de 2015.[carece de fontes?]